# Royal British Legion
La Royal British Legion (RBL), a volte chiamata The British Legion o The Legion, è un'organizzazione di beneficenza britannica che fornisce supporto finanziario, sociale ed emotivo ai membri e ai veterani delle Forze Armate Britanniche, alle loro famiglie ed alle persone a carico.

## Appartenenza
Il servizio militare non è più un requisito per l'adesione alla Legione. The Legion ha una rivista ufficiale di appartenenza, Legion, che è gratuita per tutti i membri della legione come parte del loro abbonamento annuale.

## Storia
The British Legion fu fondata nel 1921 per dar voce alla comunità degli ex soldati in servizio come fusione di tre organizzazioni: I compagni della Grande Guerra, l'Associazione nazionale dei marinai e dei soldati dimessi e la Federazione nazionale dei marinai e dei soldati dimessi e smobilitati e incorporava il dipartimento per la raccolta fondi dell'Associazione degli ufficiali.
Secondo Mark Garnett e Richard Weight fu fondata e gestita dall'alta società britannica, ma divenne genuinamente popolare presso una vasta appartenenza. Le argomentazioni sono le seguenti:
Nel 1925 fu rilasciata una Licenza reale, accompagnata da un prezioso aiuto economico da parte dei circoli reali. Durante la seconda guerra mondiale fu operativo nella difesa civile, fornendo ufficiali alla Home Guard. I propri membri furono incrementati rapidamente dai veterani della seconda guerra mondiale, raggiungendo i 3 milioni nel 1950. Nel 2003 scese a mezzo milione di anziani sopravvissuti.
Il maresciallo di campo Douglas Haig , I conte Haig (1861-1928), Comandante britannico alla Battaglia della Somme e di Passchendaele, fu uno dei fondatori della Legione. Lord Haig fu presidente della Royal British Legion fino alla sua morte.

## Festa del papavero
La Legione organizza una raccolta fondi ogni anno nelle settimane precedenti la Remembrance Sunday, durante la quale i papaveri rossi artificiali della memoria, destinati a essere indossati sugli indumenti, vengono offerti al pubblico in cambio di una donazione alla legione. The Poppy è il marchio di fabbrica della Royal British Legion. L'RBL sancisce: "Il papavero rosso è il nostro marchio registrato e il suo unico uso legittimo è raccogliere fondi per la Festa del Papavero". I papaveri di carta sono fabbricati presso la Poppy Factory di Richmond. Altri prodotti che portano il Poppy, marchio di fabbrica della Royal British Legion, vengono venduti durante tutto l'anno nell'ambito di ogni raccolta fondi in essere.

## Funzioni

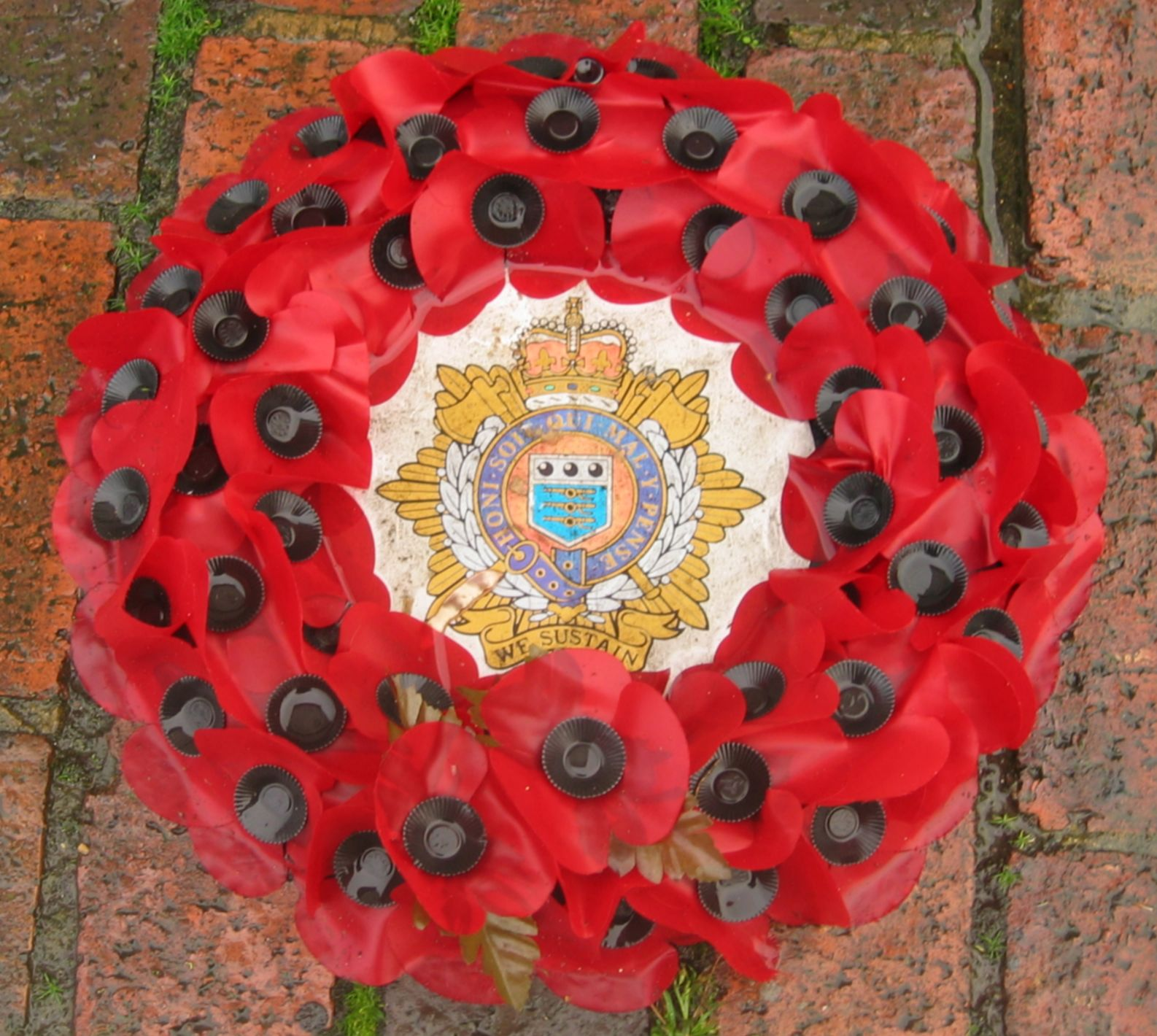
Una ghirlanda di papaveri artificiali con l'emblema Royal Logistics Corps usato nel Remembrance Day

Forse meglio conosciuta per l'annuale ''Servizio Poppy Appeal and Remembrance'', la legione è un'organizzazione che fa campagne per promuovere il benessere e gli interessi degli attuali e degli ex membri delle forze armate britanniche.
La Legione sostiene quasi 36.000 casi di pensione per invalidità di guerra per i veterani di guerra e ogni anno effettua circa 300.000 visite di assistenza e amicizia.
Le campagne della legione comprendono inviti a ulteriori ricerche su: sindrome della guerra del Golfo e risarcimento per le sue vittime; aumento delle pensioni di guerra; l'estensione del mutuo ipotecario di dotazione (cioè col rimborso dei soli interessi) per il personale militare britannico in servizio all'estero; e un migliore supporto per il personale militare britannico che si reinserisce nella vita civile.

## Festival del ricordo

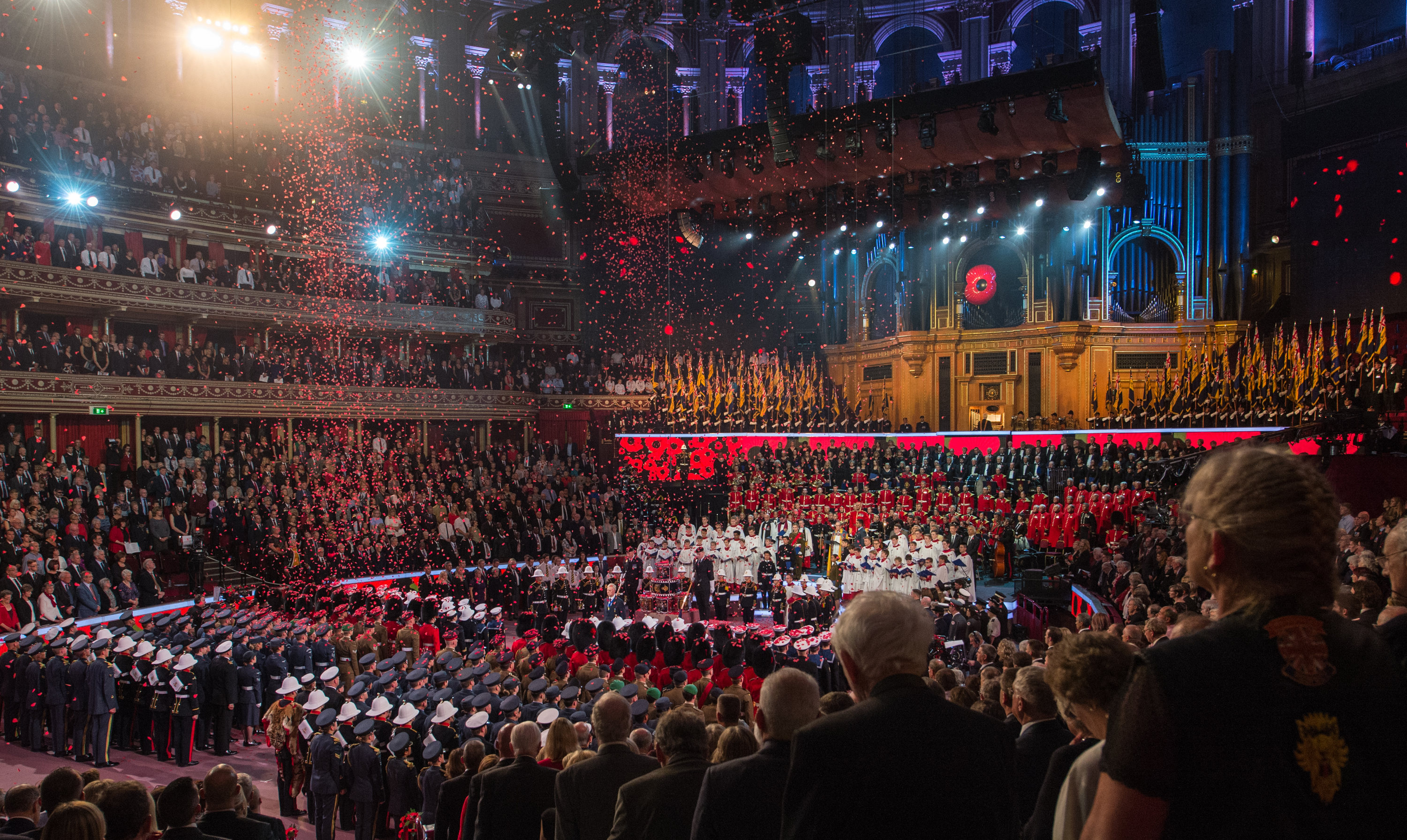
Il Festival del Ricordo del 2015

La Legione organizza il "Festival del ricordo" nella Royal Albert Hall di Londra il sabato prima della Remembrance Sunday. Originariamente caratterizzato dal World Requiem del compositore John Foulds, ora include esibizioni militari degli attuali membri delle forze armate, opere corali e preghiere. Si conclude con militari maschi e donne, con rappresentanti di organizzazioni con la divisa giovanile e la divisa dei servizi di pubblica sicurezza della City di Londra, che sfilano in parata lungo i corridoi e sul pavimento della sala. Dal tetto della Sala vengono gettati petali di papavero.
Il giorno ci sono due spettacoli. Il matinée è aperto a qualsiasi membro del pubblico. L'evento serale è aperto solo ai membri della Legione e alle loro famiglie ed è frequentato da membri anziani della Famiglia reale britannica; iniziando e finendo con l'Inno nazionale britannico, God Save the King e comprende i tre urrà emessi dal sergente maggiore della guarnigione nel finale. Nel 2007 la seconda metà dell'evento serale fu trasmessa in diretta su BBC Radio 2. BBC One mandò in onda l'evento un'ora dopo.
Gran parte del Festival è di natura formale, profondo e solenne. Negli ultimi anni tra gli elementi del festival ci sono stati artisti più contemporanei per attirare un pubblico più giovane. Hanno incluso membri della famiglia nel servizio al personale militare (ad esempio The Poppy Girls e il Coro delle mogli dei militari); i cantanti Gregory Porter, Joss Stone, Jim Radford e James Blunt, gli ultimi due dei quali sono entrambi veterani militari e il cavallo animatronico usato nel film di guerra War Horse.
L'accompagnamento musicale per l'evento è fornito da una banda militare della divisione Household insieme a The Countess of Wessex's String Orchestra, unita ai musicisti della Royal Air Force (tramite i RAF Music Services attraverso la RAF Salon Orchestra) ed ai rappresentanti dei Royal Marines Band Service

## CampagnaOnora il patto
Onora il Patto è una campagna lanciata dalla Royal British Legion nel settembre 2007, che invita il Governo Britannico a onorare il Patto militare. La campagna mira a cercare il sostegno pubblico per le questioni identificate dalla legione e incoraggiare i membri del Parlamento ad agire per garantire che la politica del governo venga cambiata.
La campagna accusa il governo di non aver rispettato gli impegni assunti ai sensi del Patto. La Legione ha messo in evidenza il caso di un paracadutista di 23 anni, ferito in battaglia, che ha ricevuto £ 152.150 nonostante le lesioni che richiedono cure per il resto della sua vita. Ha anche criticato la pratica di trattare i soldati nei reparti insieme ai pazienti civili. Nel suo discorso alla conferenza di ottobre, il leader del Partito conservatore David Cameron ha fatto riferimento al Patto e ha detto "Mr. Brown, credo che il suo governo lo abbia infranto".

### Assistenza medica
In risposta alla campagna della Royal British Legion, l'ex segretario di stato per la salute Alan Johnson ha annunciato nel novembre 2007 che i veterani delle forze armate avrebbero ricevuto cure prioritarie presso il Servizio sanitario nazionale e che i feriti sarebbero stati immediatamente curati in ospedale piuttosto che passare attraverso le liste di attesa. Anche le spese di prescrizione medica sarebbero state eliminate.

### Soldati Gurkha
Nel sostenere la richiesta di sei soldati Gurkha per il diritto di stabilirsi in Gran Bretagna al termine del loro servizio, la sentenza del giudice Blake del settembre 2008 ha citato il Patto militare prima di osservare che concedere loro la residenza in Gran Bretagna "sarebbe, a mio giudizio, un rivendicazione e valorizzazione di questo Patto".

## Assistenza online
La Legione sponsorizza un sito Web, CivvyStreet.org, che assiste chi abbandona il servizio militare e i membri della comunità ex-Servizi ed i loro dipendenti con informazioni, consulenza e orientamento (IAG) sul reinsediamento, l'apprendimento e il lavoro. Servizi specialistici sono forniti dalle organizzazioni partner. Ci possono essere opportunità di finanziamento anche per coloro che si abilitano per l'assistenza. Il sito Web è stato progettato per fornire un unico gateway ai servizi ed il supporto che i partner forniscono per il reinsediamento, l'apprendimento e il lavoro.

## Controversie

### Donazioni
Nel settembre 2009 la Legione ha accettato una donazione da Rachel Firth, membro del British National Party (BNP). La Firth ha raccolto il denaro trascorrendo 24 ore in una scatola di cartone, dando metà al BNP e metà alla Legione. Inizialmente la donazione era stata respinta, ma, dopo che Firth ha assicurato che la sua donazione non sarebbe stata "sfruttata politicamente", fu accettata.
Nell'agosto 2010 Tony Blair ha impegnato il ricavato delle sue memorie, A Journey, a favore della Legione, "come un modo per contrassegnare l'enorme sacrificio [delle forze armate] per la sicurezza della nostra gente e del mondo". Ciò ha comportato un anticipo di 4,6 milioni di sterline, rendendolo la più grande donazione singola nella storia dell'ente benefico. Chris Simpkins, direttore generale della Legione, ha dichiarato di essere felice di quella che ha definito "questa generosa offerta" e la Legione ha annunciato che sarebbe stata utilizzata per finanziare la sua sfida "Battle Back" pianificata, un progetto per fornire allo stato servizi di riabilitazione all'avanguardia per le truppe che rientrano dalla prima linea con gravi ferite. Tra le reazioni contrastanti alle notizie, alcuni attivisti e famiglie di soldati contro la guerra uccisi durante le guerre in Iraq e in Afghanistan hanno affermato che la donazione era "soldi insanguinati" e una trovata delle pubbliche relazioni.

### Sottoscrizioni
Nel 2015 l'ufficio amministrativo ha annunciato che cesserà la pratica degli abbonamenti pagati in modo informale all'interno dei club in contanti e che in futuro tutti gli abbonamenti dovranno essere pagati tramite pagamento online, addebito diretto, assegno o in contanti tramite PayPoint. Nel Galles del Nord questo ha spinto un certo numero di club associati a lasciare la Legione, tra cui Colwyn Bay e Conwy, e anche altri hanno votato per fare così.

## Bande musicali
Ci sono oltre 50 gruppi musicali Legion nel mondo, ognuno gestito e finanziato in modo indipendente. Includono gruppi di concerti completi, gruppi di ottoni, gruppi di cornamuse e batteria, marching band e gruppi giovanili.
La banda centrale della Royal British Legion è la band di punta della Legion. Esistente dal 1944, la band fu riconosciuta come la band principale della Legion nel 1983 e ottenne il titolo di "The Central Band of the Royal British Legion" tre anni dopo.

## Club

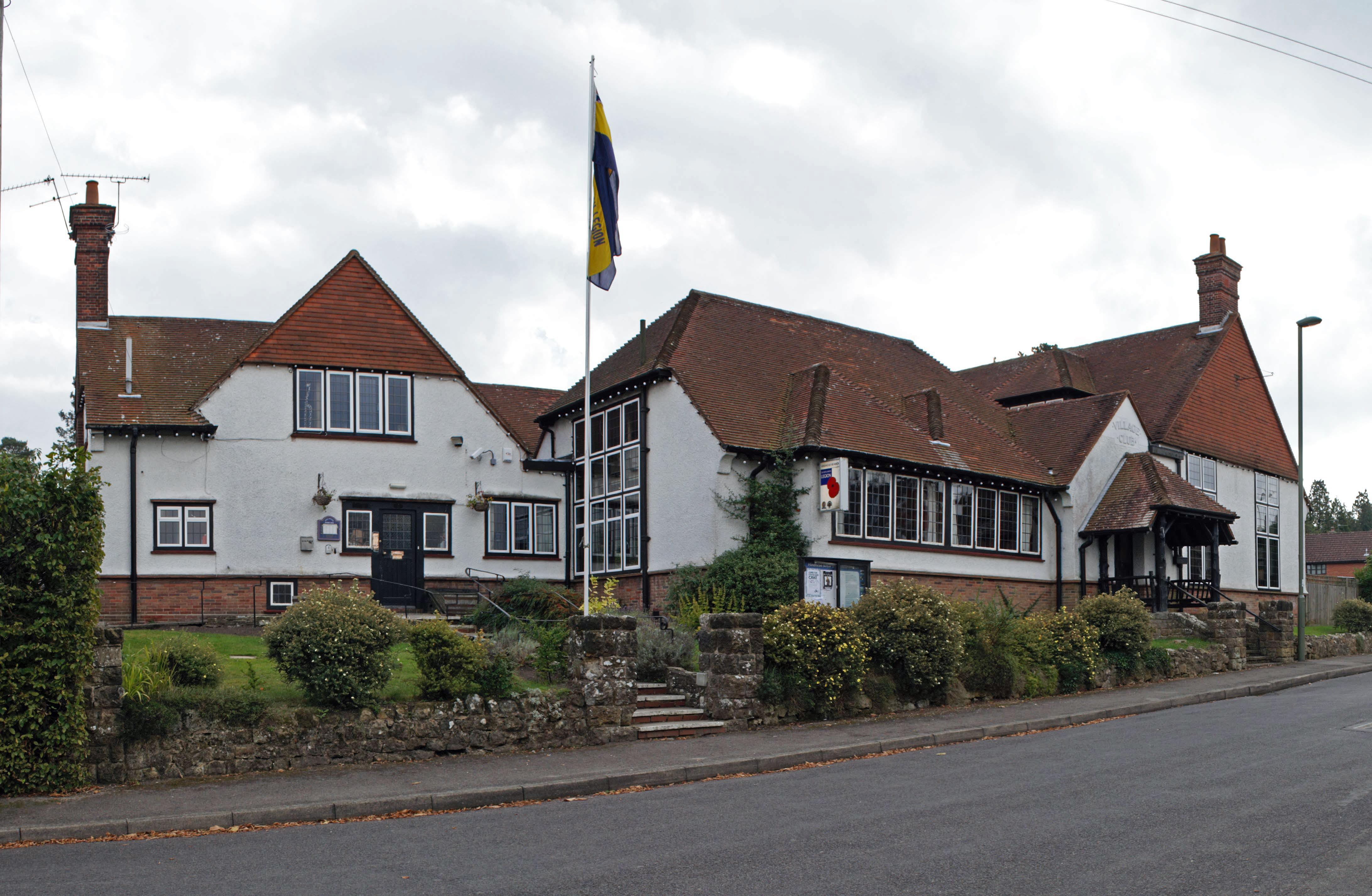
Beacon Hill, Surrey, Club

La Royal British Legion ha una vasta rete di Social Club chiamati Legion Club in tutto il Regno Unito. La Royal British Legion ha anche filiali nella Repubblica d'Irlanda. Altre filiali sono diffuse in tutto il mondo, principalmente nell'Europa continentale, ma anche negli Stati Uniti, Thailandia, Belize, Isole Falkland e Hong Kong.
La Royal British Legion Riders Branch (RBLR) è una filiale specializzata in tutto il mondo della Royal British Legion per motociclisti. I suoi membri organizzano eventi come Weston Bike Night a Weston-super-Mare e manifestazioni come la RBLR 1000, una corsa sponsorizzata di 1.000 miglia in 24 ore, il tutto per raccogliere fondi per il Poppy Appeal. Molti membri della RBLR hanno partecipato alle cerimonie di rimpatrio a Royal Wootton Bassett. I membri degli ex-servizi della RBLR indossano spesso medaglie e copricapo con le loro pelli e il kit da moto.

## Scozia

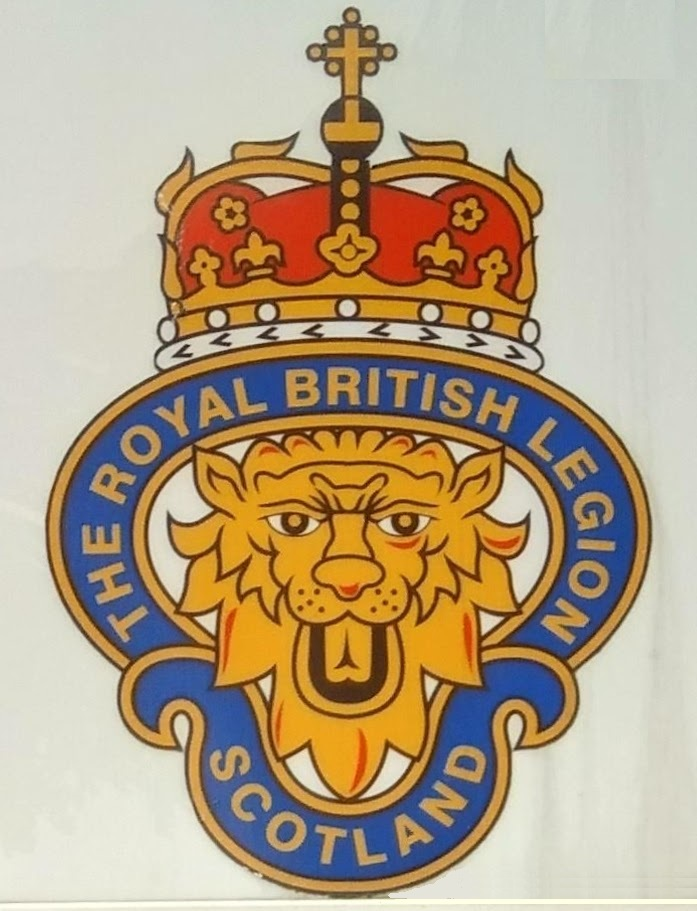
Stemma del RBLS

All'interno della Scozia, un'organizzazione gemella della RBL, la Royal British Legion Scotland, opera sulla stessa base delle funzioni RBL in altre parti del Regno Unito ed è un ente di beneficenza registrato in Scozia (SC003323).
Più o meno nello stesso periodo, la Royal British Legion, come ormai è noto, fu formata anche per aiutare coloro che tornavano e vivevano a sud del confine.
Earl Haig ha anche istituito due fondi per la Festa del Papavero. Uno fu organizzato e consegnato dalla Royal British Legion in tutte le aree diverse dalla Scozia. Il secondo fu consegnato dall'Earl Haig Fund Scotland, ora comunemente noto come Poppyscotland. Mentre la Festa del Papavero scozzese è fortemente supportata dalla Legion Scotland con circa un terzo della raccolta annuale di lattine raccolte dai suoi membri, la manifestazione è di proprietà della Poppyscotland e non della Legion Scotland.»
(Royal British Legion Scotland: History)